# Eldål
Eldål (Mastacembelus erythrotaenia)  är en fiskart som beskrevs av Bleeker, 1850. Mastacembelus erythrotaenia och ingår i släktet Mastacembelus och familjen pilnäbbar (Mastacembelidae). IUCN kategoriserar arten globalt som livskraftig. Inga underarter finns listade i Catalogue of Life.
Arten anses aldrig ha odlats i akvarium, och föga är känt om dess lekbeteende.